# Arne Sucksdorff
Arne Edvard Sucksdorff (3. února 1917 Stockholm – 4. května 2001 tamtéž) byl švédský filmový režisér, scenárista a kameraman. Vynikl především jako autor poetických dokumentů navazujících na tvorbu Roberta Flahertyho. Spojoval v nich vědecky přesné zobrazení života v přírodě s vytříbenou výtvarnou stránkou ovlivněnou impresionismem, patřil také k prvním dokumentaristům, kteří nepoužívali mimoobrazový komentář.
Pocházel ze zámožných poměrů, jeho otcem byl stockholmský velkoobchodník Herman Edvard Sucksdorff. Studoval zoologii na Stockholmské univerzitě, pak navštěvoval malířskou školu Otte Skölda a také Reimannovu školu v Berlíně. Za své fotografie přírody byl oceněn na soutěži v Lausanne, pak si pořídil filmovou kameru a v roce 1940 natočil svůj první film Srpnová rapsodie. Naturalistický a nesentimentální pohled na severskou přírodu přinesl v dokumentech Rozdělený svět a Stíny na sněhu. V jeho krátkometrážním snímku Rozchod z prostředí švédských Romů hrála hlavní roli Katarina Taikonová.
Za Rytmus města – Film ze Stockholmu získal Sucksdorff v roce 1949 jako první švédský film Oscara v kategorii krátkých filmů. Jeho film Dobrodružný svět, příběh venkovských dětí kombinující hrané a dokumentární scény, byl oceněn na festivalu v Berlíně i v Cannes. V Indii natočil film Flétna a šíp, líčící život přírodního národa Gondiů. Je také režisérem a scenáristou celovečerního hraného filmu Kluk na stromě z roku 1961. V šedesátých letech žil na Sardinii a pak v Brazílii, kde také vytvořil sociální dokument Mým domovem je Copacabana, za který získal v roce 1965 cenu Zlatohlávek. O regionu Pantanal natočil naučný televizní seriál På jordens baksida. V Anglii se podílel na adaptaci knihy Grahama Billinga nazvané Mr. Forbush and the Penguins, v níž hrál hlavní roli John Hurt. V roce 1994 získal Zlatohlávka za celoživotní dílo.
Vedle filmařské práce se významně angažoval v environmentálním hnutí. Vydal knihu o přírodě pro děti, nazvanou Zvětšovací sklo, a autobiografii En drömmares väg. Na jeho tvorbu navazoval Stefan Jarl, který vzdal Sucksdorffovi hold v dokumentárním filmu Krása zachrání svět.
Arne Sucksdorff byl třikrát ženatý a měl pět dětí. Jeho druhou manželkou byla fotografka a spisovatelka Astrid Bergman Sucksdorffová.